# M101 OT2015-1
M101 OT2015-1 (также PSN J14021678+5426205 и iPTF13afz) — тесная двойная система, слившаяся в одну звезду, в результате процесса, называемого красной новой высокой светимости (LRN). M101 OT2015-1 является оптическим транзиентом, расположенным в галактике M101. Красные новые высокой светимости представляют собой редкий класс взрывающихся переменных звёзд, который известен с 1988 года, когда первая подобная звезда появилась в галактике M31.

## Открытие
M101 OT2015-1 открыл 10 февраля 2015 года астрономом Dumitru Ciprian Vîntdevară  из Планетария и астрономической обсерватории музея Vasile Pârvan в Бырладе, Румыния. Транзиент расположен (J2000 = 14h02m16s.78 +54°26’20".5) во внешней части спирального рукава M101, на координатах 489W и 324N от измеренного положения галактического ядра.

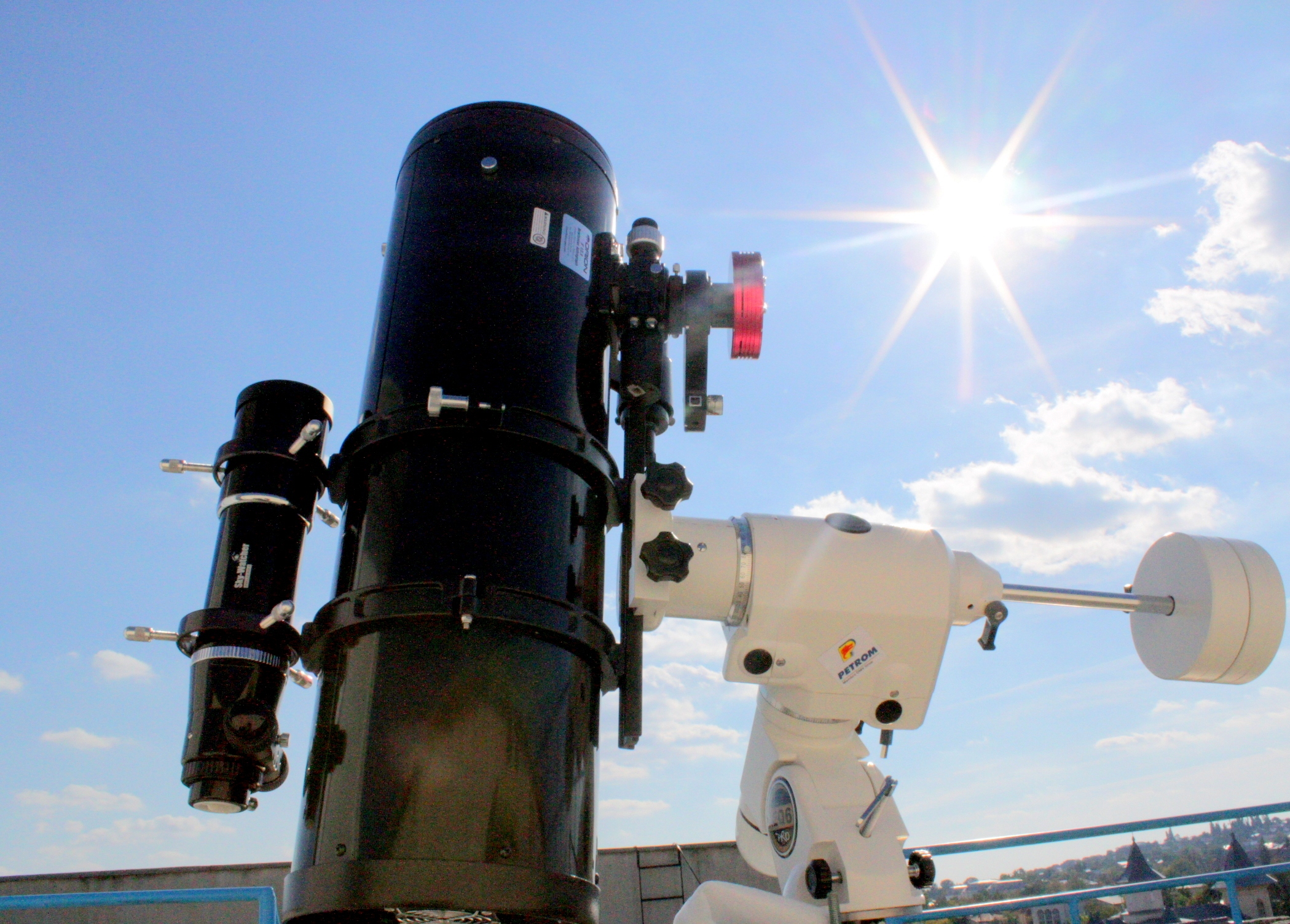
Астрономическая обсерватория музея Vasile Pârvan в Бырладе, Румыния

| Дата          | JD 24... | B     | V     | R     | Источник                    |
| ------------- | -------- | ----- | ----- | ----- | --------------------------- |
| 1993.04.15    | 49093    | -     | 22,0  | -     | POSS II, Kodak IIIaJ        |
| 2003.03.07-10 | 52707    | 21,6  | 21,2  | 20,90 | SDSS, ATel 7082             |
| 2011.11.25    | 55891    | 20,95 | 20,95 | 21,03 | R. Pecce, Flickr.com        |
| 2012.03.20    | 56007    | 21,74 | 21,47 | 21,13 | D. Hartmann, Astrobin       |
| 2012.02.14-27 | 56009    | 21,34 | 21,06 | 20,63 | T. Hankock, RGB-изображения |
| 2012.05.10    | 56058    | 21,12 | 21,35 | 21,30 | O. Bryzgalov, Flickr.com    |
| 2012.05.26    | 56074    | 21,55 | 21,27 | 21,20 | O. Bryzgalov, Flickr.com    |
| 2012.01-06    | 56109    | 21,30 | 20,97 | 20,69 | ATel 7069, LBT              |
| 2013.02.01    | 56324    | -     | -     | 20,60 | ATel 7070, PTF              |
| 2013.04       | 56360    | 20,48 | 20,50 | 20,36 | Z. Orbanic, Flickr.com      |
| 2013.03-05    | 56398    | 20,6  | 20,4  | 20,40 | R. Pfile, Flickr.com        |
| 2013.06.11    | 56455    | 20,95 | 20,73 | 20,30 | S. Furlong, Flickr.com      |
| 2013.06.29    | 56473    | 21,0  | 20,5  | 20,9  | C. Frenzi, Flickr.com       |
| 2014.06-07    | 56839    | 20,02 | 19,78 | 19,59 | ATel 7069, LBT              |
| 2014.11.10    | 56971    | -     | -     | 16,36 | ATel 7070, PTF              |
| 2014.11.13    | 56975    | -     | 16,40 | -     | K. Itagaki, CBAT            |
| 2015.01.19    | 57042    | 20,20 | 18,80 | 18,23 | ATel 7069, LBT              |
| 2015.01.20    | 57043    | -     | 18,50 | -     | K. Itagaki, CBAT            |
| 2015.02.10    | 57064.4  | -     | 17,50 | -     | C. D. Vîntdevară, открытие  |

## Обнаружение
Переменный источник был открыт при помощи телескопа Ньютона диаметром 0,2 метра с ПЗС-камерой  ATIK 320E и монтировкой EQ6. 13 февраля 2015 года астроном из Новой Зеландии Стью Паркер, используя телескоп в Испании, подтвердил, что новый объект расположен в галактике M101. Новый объект первоначально рассматривался как возможная сверхновая, было присвоено обозначение  PSN J14021678+5426205. Позднее было показано, что источник не является сверхновой, и в течение некоторого времени природа источника оставалась невыясненной. Через месяц после обнаружения, 11 марта 2015 года, в   Astronomer’s Telegram была опубликована заметка, в которой новый объект отнесли к классу красных новых высокой светимости, подтверждая классификацию с помощью данных спектроскопии.
Окончательное подтверждение гипотезы о природе объекта поступило 28 января 2016 года, после обработки наблюдений, выполненных в нескольких обсерваториях России.

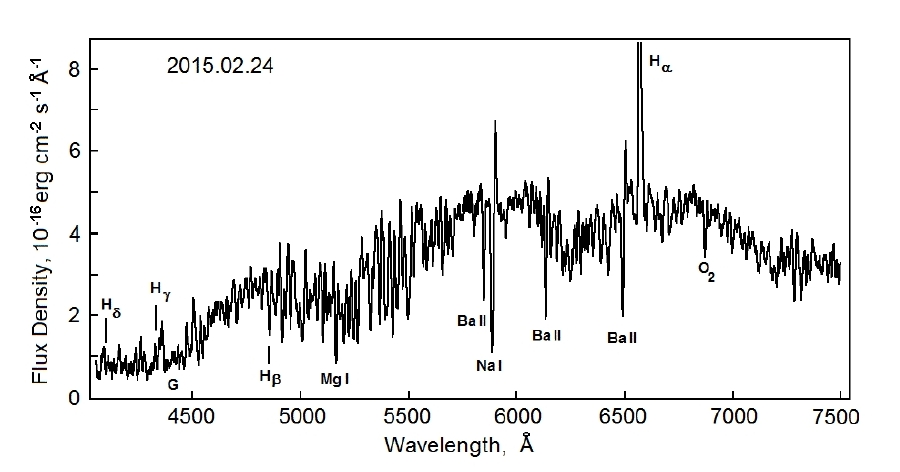
Спектр M101 OT2015-1, полученный на телескопе БТА с камерой SCORPIO 24 февраля 2015 года вблизи масимума второй вспышки.

## Дополнительная информация
Хотя природа объекта до сих пор обсуждается, сходство с другими переменными объектами семейства красных новых высокой светимости указывает на возможное происхождение в результате эволюции двойной системы. Необычное расположение звезды-предшественника в пробеле Герцшпрунга поддерживает гипотезу о том, что более массивный компонент заполнил свою полость Роша, после чего в эволюции системы наступила стадия общей оболочки. Вспышки  M101-OT2015-1 показывают, что общая оболочка была сброшена на масштабах динамической шкалы времени, после чего могла остаться тесная двойная система. Дальнейшие инфракрасные наблюдения позволят уточнить природу M101 OT2015-1.